# Ryszard Major
Ryszard Major est un metteur en scène et directeur de théâtre polonais né le 28 février 1948 à Cracovie et mort le 3 septembre 2010 à Gdańsk.

## Biographie
Il est diplômé en philologie polonaise de l'université Jagellonne en 1971 et de l'Académie de théâtre Alexandre-Zelwerowicz de Varsovie en 1975. Pendant ses études à Cracovie, il fonde en 1970 le théâtre étudiant Pleonazmus (pl),.
De 1975 à 1982, il travaille à Gdańsk en tant que directeur à plein temps du théâtre Wybrzeże (pl). Pendant cette période, il créé plus de 20 productions théâtrales, dont Teatr osobny de Miron Białoszewski, Maria Stuart de Friedrich Schiller, Iwona, princesse de Bourgogne, Le mariage, L'opérette et L'histoire de Witold Gombrowicz, Bal w operze de Julian Tuwim, La Nuit des rois de William Shakespeare, W małym dworku de Witkacy, et Le procès de Franz Kafka,.
Il travaille également au théâtre Miniatura (pl) de Gdańsk et au théâtre municipal de Gdynia (pl),.
De 1982 à 1990, il est directeur artistique du Théâtre contemporain de Szczecin (pl),, puis directeur du Théâtre dramatique baltique de Koszalin (pl) (1990-1993),. De 1995 à 2004, il travaille au théâtre Juliusz Osterwa de Gorzów Wielkopolski (pl), en tant que directeur jusqu'en 2002, puis en tant que metteur en scène. Depuis 2009, il est associé au Théâtre polonais de Szczecin.
Il meurt à Gdańsk et est inhumé le 9 septembre 2010 au cimetière central de Szczecin (section 22B-11-9).

## Récompenses et distinctions

### Distinctions
- 1984 : Croix d'or du mérite[1]
- 1979 : Croix de bronze du mérite[1]
- 2010 : Médaille du Mérite culturel polonais Gloria Artis[4]
- 1985 : Médaille du Mérite culturel Zasłużony Działacz Kultury[3]
- 1975 : Prix Janek Krasicki[3]